# Johannes Elias Teijsmann
Johannes Elias Teijsmann ou Teysmann  ( Arnhem, 1 de junho de 1808 -  Buitenzorg, 22 de junho de 1882) foi um botânico neerlandês.